# 執行猶予大隊
執行猶予大隊（しっこうゆうよだいたい、Bewährungsbataillone）若しくは懲罰大隊（ちょうばつだいたい、Strafbataillon）は、第二次世界大戦中にドイツ陸軍が組織した懲罰部隊。1941年以降、陸海空軍の軍法会議において前線執行猶予 (Frontbewährung) を宣告された将兵が所属した。また1942年には「兵役不適格者」(wehrunwürdig)と分類された重罪人が所属する部隊として、第999執行猶予隊(Bewährungstruppe 999) が組織された。

## 特務支隊 (Sonderabteilungen)
水兵の反乱から始まりドイツ帝国の崩壊を招いたドイツ革命の教訓に基づき、再軍備以降のドイツ国防軍では国家及び軍組織の体制を維持する為、「潜在的な厄介者」や「破壊的要素」を兵役から排除しようと努めてきた。しかし1935年5月21日に発布された新しい国防法 (Wehrgesetz) では、破壊活動の為に司法処罰を受けた者のみを「兵役不適格者」(wehrunwürdig) と分類していた。軽犯罪者を含む「潜在的な厄介者」は規律に対する脅威であったが、一方で兵力としての価値が認められていた。これら「潜在的な厄介者」を一般部隊から隔離して収容する為に、最初の懲罰部隊として特務支隊 (Sonderabteilungen) が設置されたのである。
第二次世界大戦前には9個の特務支隊が設置されていた。これらの部隊には隊員たる犯罪者らに対して「軍人としての教育を通じ、国家・民族に対する正しい認識を与え、名誉及び義務に対する高い意識を持たせる」ことが期待されていた。特務支隊では一般部隊よりも軍規の引き締めや教育を重視していた為、隊員の帰郷や休暇にも厳しい制限が課されていた。隊員のうち、更生が認められた者は国防軍一般部隊への移動が許可され、また逆に悪意を持って反抗する者は軍務を解かれザクセンハウゼン強制収容所に収容された。推定によれば戦争が始まるまでに、およそ3,000人から6,000人の国防軍将兵が何らかの理由から特務支隊に送り込まれ、またそのうち320人程度が「手に負えない国防軍の害虫」(unverbesserliche Wehrmachtsschädlinge) として強制収容所に送られたという。
戦争が始まると特務支隊は解散したが、まもなく規模を拡大した野戦特務大隊 (Feld-Sonderbataillon) という懲罰部隊が改めて設置された。戦争の激化に伴い兵力の需要が高まると、従来は営倉送りの処分が課せられていた軍規違反者や通常の執行猶予処分者、そして兵役不適格者なども特務大隊に送られることになる。

## 第500執行猶予大隊 („500er“ Bewährungsbataillone)
総統アドルフ・ヒトラーが有罪判決を受けた軍人の処遇について「執行猶予を担う特別の部隊における前線勤務」という内容を最初に示したのは、1940年12月21日付の秘密指令 (Geheimerlass) の一部としてであった。この部隊は「執行猶予部隊」(Bewährungstruppe) と呼ばれたが、実態としては「懲罰部隊」(Straftruppe) であると見なされていた。1941年4月、死刑囚を含む有罪判決を受けた軍人のうち、戦力としての価値を認めうると見なされた将兵により第500執行猶予大隊が編成された。これに所属する隊員は最前線において「並外れた勇敢」(außergewöhnliche Tapferkeit) を示すことが求められ、さもなくば猶予されている刑罰が執行されたり、一般の犯罪者としてエムスラント収容所に収容されるなどの罰則が待ち構えていた。
第500大隊は27,000人から成り、その内およそ4分の1は監視及び指揮を行う「看守役」として一般部隊から選ばれた士官・下士官兵であった。一般部隊以上に軍規および命令の厳守が求められていた執行猶予大隊は強力な部隊と見なされたが、一方で投入時の損害も非常に大きかった。第500大隊は東部戦線（ウクライナ、ソ連）や西部戦線（フランス）などに投入された。
1943年、武装親衛隊でも同様の執行猶予部隊として第500SS降下猟兵大隊が設置されている。

## 野戦囚人支隊 (Feldstrafgefangenen-Abteilungen)
1942年4月2日、総統命令によりドイツ国防軍の懲罰規則が改定され、いくつかの犯罪については前線勤務により刑事罰を撤回する事が認められた。
1942年5月、これに基づく懲役部隊としてグラーツ、ゲルマース、アンクラムの3箇所で野戦囚人支隊が設置された。各支隊には有罪判決を受けた軍人200名が所属した。軍法会議では刑期として3年間の勤務を課していた。敗戦までに22個の野戦囚人部隊が設置され、合計20,000名ほどの軍人が所属した。野戦囚人支隊は非武装のまま東部戦線における「危険かつ困難」な任務が与えられた。これは例えば塹壕掘りなどの野戦築城や地雷除去作業、死体の回収などが含まれる。

## 第999執行猶予部隊 („Bewährungstruppe“ 999)
1942年10月、戦況の変化に伴いより多くの兵力が必要とされるようになると、刑務所の囚人などこれまで「兵役不適格者」(wehrunwürdig) として招集を受けてこなかった民間人の招集が始まり、これが所属する部隊として第999執行猶予部隊が設置された。これに所属する隊員もまた、前線での勇敢を示すことで不名誉を挽回し、規律の中で本物の兵士かつ市民に生まれ変わる事が期待されており、これが達成されない場合は刑務所に戻され残りの刑期を過ごすか、または強制収容所に送られた。
隊員のうちおよそ28,000名は政治犯であった。隊員はバウムホルダーの刑務所やホイベルク収容所の囚人から集められた。第999部隊は当初アフリカ戦線に展開し、のちに東部戦線やバルカン半島を転戦し、ギリシャではパルチザン狩りに従事した。また第999部隊の隊員100名ほどが離反して占領地における対独抵抗運動に参加したという。